# Clare Kilner
Clare Kilner (1950) è una regista britannica.

## Biografia
Lavora a teatro come direttrice di scena, prima di iscriversi nel 1993 al corso di cinema del Royal College of Art, venendo ammessa col cortometraggio Saplings. Dopo il diploma, cura la regia di alcune puntate della soap opera EastEnders, per poi esordire nel lungometraggio scrivendo e dirigendo la commedia Janice Beard - Segretaria in carriera (1999), con protagonisti Eileen Walsh, Rhys Ifans e Patsy Kensit. In seguito riceve diverse offerte da parte di Hollywood, tra cui dalla New Line Cinema, che le affida la regia della commedia romantica Contratto d'amore (2003), con Mandy Moore e Allison Janney. Dirige poi per la Universal Pictures un'altra rom-com, The Wedding Date - L'amore ha il suo prezzo (2005), con Debra Messing, Dermot Mulroney ed Amy Adams. Quest'ultimo film si rivela il maggior successo della sua carriera, con 47,1 milioni di dollari d'incasso.
Dalla metà degli anni 2010 lavora esclusivamente in televisione.

## Filmografia

### Regista

#### Cinema
- As I Walked Out One Midsummer Morning – cortometraggio (1992)
- Saplings – cortometraggio (1993)
- Half Day – cortometraggio (1994)
- The Secret – cortometraggio documentario (1994)
- Symbiosis – cortometraggio (1995)
- Daphne & Apollo – cortometraggio (1997)
- Janice Beard - Segretaria in carriera (Janice Beard 45 WPM) (1999)
- Contratto d'amore (How to Deal) (2003)
- The Wedding Date - L'amore ha il suo prezzo (The Wedding Date) (2005)
- American Virgin (2009)

#### Televisione
- EastEnders – serial TV, 6 puntate (1997-1998)
- The Middle – serie TV, episodio 6x11 (2015)
- Delicious – serie TV, 4 episodi (2016-2018)
- Good Behavior – serie TV, episodio 2x03 (2017)
- Claws – serie TV, episodi 2x06-3x06 (2018-2019)
- Sneaky Pete – serie TV, episodi 3x03-3x04 (2019)
- Trinkets – serie TV, episodi 1x03-1x04 (2019)
- Krypton – serie TV, episodio 2x08 (2019)
- Pennyworth – serie TV, episodio 1x07 (2019)
- L'alienista (The Alienist) – serie TV, episodi 2x03-2x04-2x05 (2020)
- Snowpiercer – serie TV, episodi 2x09-2x10 (2021)
- Debris – serie TV, episodio 1x08 (2021)
- The Mosquito Coast – serie TV, episodio 1x07 (2021)
- House of the Dragon – serie TV, 5 episodi (2022-2024)
- Gen V – serie TV, episodio 1x05 (2023)
- Fallout – serie TV, episodi 1x05-1x07 (2024)

### Sceneggiatrice
- As I Walked Out One Midsummer Morning – cortometraggio (1992)
- Saplings – cortometraggio (1993)
- Half Day – cortometraggio (1994)
- Janice Beard - Segretaria in carriera (Janice Beard 45 WPM) (1999)